# 基隆郡

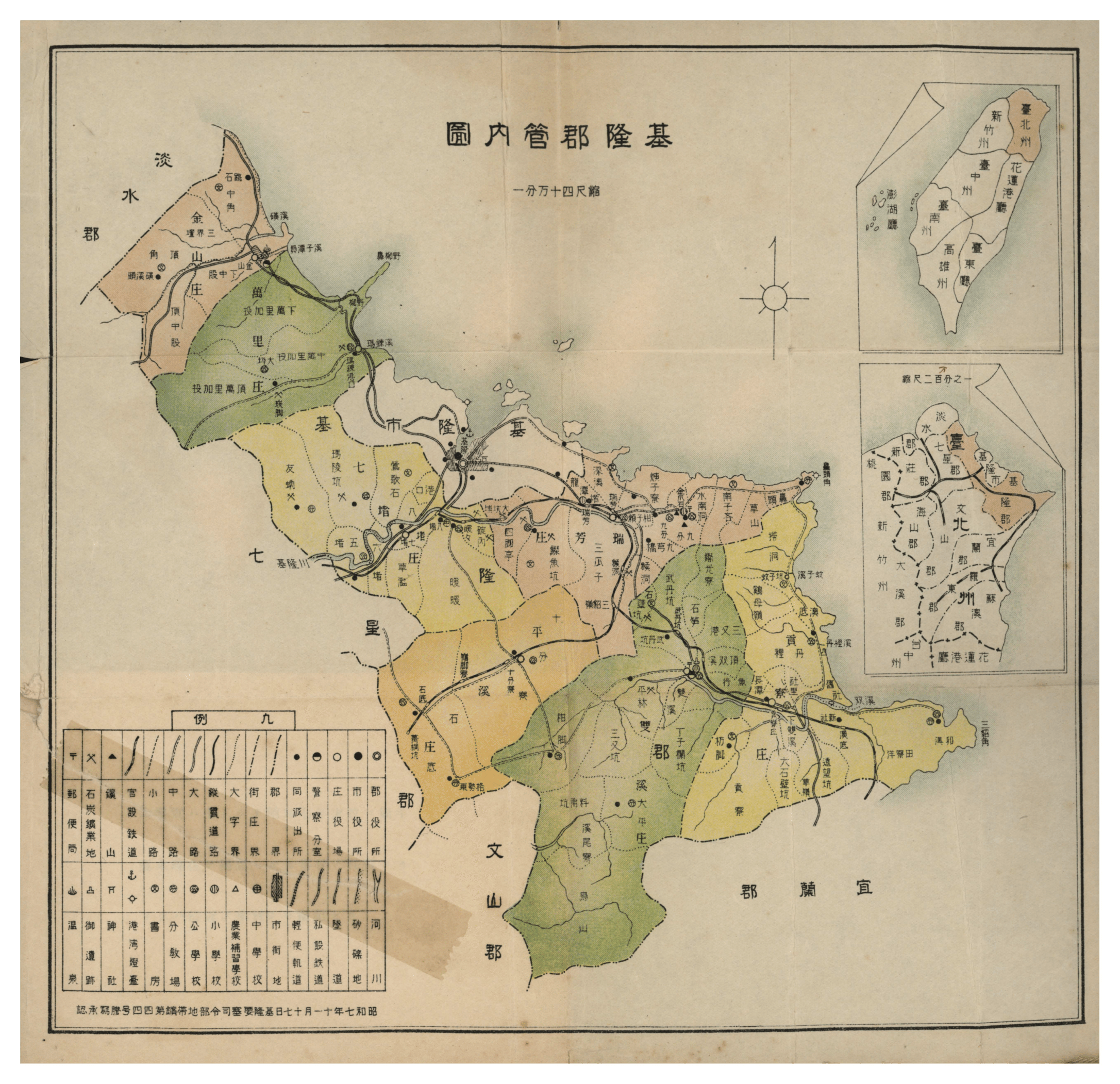
基隆郡の地図（1933年）

基隆郡（きいるんぐん）は日本統治時代の台湾に存在した行政区画の一つであり、台北州に属した。

## 概要
基隆街、瑞芳街、万里庄、金山庄、七堵庄、貢寮庄、双渓庄、平渓庄を管轄し、郡役所は基隆街に置かれた。郡域は現在の新北市瑞芳区、万里区、金山区、貢寮区、双渓区、平渓区、基隆市に当たる。

## 歴史

### 沿革
- 1924年（大正13年） - 基隆街が州轄市に昇格する。
- 1932年（昭和7年） - 平渓庄の所属が七星郡から基隆郡になる。

## 歴代首長

### 郡守
- 遠藤所六[1]
- 高橋秀人[2]
- 酒井斌[3]
- 三浦新一[4]
- 安詮院貞熊[5]
- 田中保[6]
- 須江英雄[7]
- 尾山義一[8]
- 丸木末次郎[9]
- 荒川美根太[10]